# Parâmetros de Stokes
Os parâmetros de Stokes são um conjunto de valores que descrevem a polarização de estado de radiação eletromagnética. Eles foram definidos por George Gabriel Stokes , em 1852, como uma alternativa matemática  conveniente para uma descrição mais comum da incoerente ou parcialmente incoerente radiação  polarizada, em termos de sua intensidade total (I), (fracionária) , polarização (p), e a forma dos parâmetros da polarização elíptica. O efeito de um sistema óptico sob a ação de uma luz polarizada pode ser determinada pela construção dos vetores de Stokes para a entrada de luz e a aplicação de cálculo de Mueller, para obter o vetor de Stokes de luz que sai do sistema.

## Definições

A esfera de Poincaré é a parametrização dos três últimos parâmetros de Stokes em coordenadas esféricas.

As relações  dos parâmetros de Stokes S0, S1, S2, S3 para a intensidade e polarização elíptica são mostradas nas equações abaixo.
{\displaystyle {\begin{aligned}S_{0}&=I\\S_{1}&=Ip\cos 2\psi \cos 2\chi \\S_{2}&=Ip\sin 2\psi \cos 2\chi \\S_{3}&=Ip\sin 2\chi \end{aligned}}}
 em que {\displaystyle I}{\displaystyle p}, {\displaystyle 2\psi } e {\displaystyle 2\chi }{\displaystyle (S_{1},S_{2},S_{3})}.  {\displaystyle I} é a intensidade total do feixe, e {\displaystyle p} é o grau de polarização, contido em entre  0 ≤ p ≤ 1. Os dois  {\displaystyle \psi } anteriores representavam o fato de ter qualquer polarização elíptica por uma rotação de 180°, enquanto que os dois   {\displaystyle \chi } anteriores indicam que a elipse  é indissociável do primeiro, enquanto o tamanho dos semi-eixos  são trocados acompanhados de uma rotação de 90°. A fase informa sobre a leve polarização que não é registrada pelos parâmetros de Stokes. Os quatro parâmetros de Stokes são denotados algumas vezes por  I, Q, U e V, respectivamente.
Os parâmetros de Stokes podem ser resolvidos em coordenadas esféricas como seguem as equações:
{\displaystyle {\begin{aligned}I&=S_{0}\\p&={\frac {\sqrt {S_{1}^{2}+S_{2}^{2}+S_{3}^{2}}}{S_{0}}}\\2\psi &=\mathrm {atan} {\frac {S_{2}}{S_{1}}}\\2\chi &=\mathrm {atan} {\frac {S_{3}}{\sqrt {S_{1}^{2}+S_{2}^{2}}}}\\\end{aligned}}}

### Vetores de Stokes
Os parâmetros de Stokes são frequentemente combinados em vetores,conhecido como Vetores de Stokes:
{\displaystyle {\vec {S}}\ ={\begin{pmatrix}S_{0}\\S_{1}\\S_{2}\\S_{3}\end{pmatrix}}={\begin{pmatrix}I\\Q\\U\\V\end{pmatrix}}}
Os vetores de Stokes vão de um espaço não polarizado, parcialmente polarizado e totalmente polarizado. Por comparação, os vetores de Jones somente de um espaço totalmente polarizado, porém é mais usado em problemas que envolvem coerência de luz. Os quatro parâmetros de Stokes não tem sistema de coordenadas preferencial no espaço, mas são escolhidos por sua facilidade de cálculo e  mensura.

#### Exemplos
São mostrados abaixo alguns dos vetores de Stokes para os estados de polarização de luz comuns.
| {\displaystyle {\begin{pmatrix}1\\1\\0\\0\end{pmatrix}}}  | Polarização linear (horizontal)              |
| {\displaystyle {\begin{pmatrix}1\\-1\\0\\0\end{pmatrix}}} | Polarização linear (vertical)                |
| {\displaystyle {\begin{pmatrix}1\\0\\1\\0\end{pmatrix}}}  | Polarização linear (+45°)                    |
| {\displaystyle {\begin{pmatrix}1\\0\\-1\\0\end{pmatrix}}} | Polarização linear (−45°)                    |
| {\displaystyle {\begin{pmatrix}1\\0\\0\\1\end{pmatrix}}}  | Polarização circular - rotação para direita  |
| {\displaystyle {\begin{pmatrix}1\\0\\0\\-1\end{pmatrix}}} | Polarização circular - rotação para esquerda |
| {\displaystyle {\begin{pmatrix}1\\0\\0\\0\end{pmatrix}}}  | Não polarizado                               |

## Descriçao al
As ondas planas monocromáticas são especificadas pelo vetor de propagação , {\displaystyle {\vec {k}}}, e suas amplitudes complexas do campo elétrico , {\displaystyle E_{1}} e {\displaystyle E_{2}}, com as bases {\displaystyle ({\hat {\epsilon }}_{1},{\hat {\epsilon }}_{2})}. O par {\displaystyle (E_{1},E_{2})} é chamado de vetores de Jones. Em alternativa, pode-se especificar o vetor de propagação, a fase, {\displaystyle \phi }, e o estado de polarização, {\displaystyle \Psi }, onde {\displaystyle \Psi } é a curva tracejada fora do campo elétrico como uma função do tempo contido em um plano fixo. Os mais familiares estados de polarização são linear e circular,  casos que são degenerados do estado mais geral, a elipse.  
Uma maneira de descrever a polarização é a partir do semi-eixo maior e menor da polarização elíptica, suas orientações, e sentido de rotação. Os parâmetros de Stokes  {\displaystyle I}, {\displaystyle Q}, {\displaystyle U}, e {\displaystyle V}, proporcionam uma descrição alternativa dos estados de polarização que são experimentalmente convenientes, pois cada parâmetros corresponde a soma ou diferença da intensidade mensurada.A próxima figura mostra exemplos dos parâmetros de Stokes com degeneração de estados .

### Definição
Os parâmetros de Stokes são definidos por
{\displaystyle {\begin{matrix}I&\equiv &\langle E_{x}^{2}\rangle +\langle E_{y}^{2}\rangle \\~&=&\langle E_{a}^{2}\rangle +\langle E_{b}^{2}\rangle \\~&=&\langle E_{l}^{2}\rangle +\langle E_{r}^{2}\rangle ,\\Q&\equiv &\langle E_{x}^{2}\rangle -\langle E_{y}^{2}\rangle ,\\U&\equiv &\langle E_{a}^{2}\rangle -\langle E_{b}^{2}\rangle ,\\V&\equiv &\langle E_{l}^{2}\rangle -\langle E_{r}^{2}\rangle .\end{matrix}}}
onde os sub-índices  referem-se as três bases diferentes do espaço dos vetores de Jones:as bases cartesianas ({\displaystyle {\hat {x}},{\hat {y}}}), a bases cartesiana rotacionada por  45° ({\displaystyle {\hat {a}},{\hat {b}}}), e a base circular ({\displaystyle {\hat {l}},{\hat {r}}}). A base circular é definida como{\displaystyle {\hat {l}}=({\hat {x}}+i{\hat {y}})/{\sqrt {2}}}. 
O símbolo ⟨⋅⟩ representa o valor esperador. A luz pode ser vista como uma variável aleatória   tendo valores no espaço C2 dos vetores de Jones (E_1, E_2). Qualquer perturbação produz uma onda específica (com uma fase específica, polarização elíptica e magnitude), mas mantém oscilando entre diferentes resultados. O valor esperado é a  média dessas oscilações. A luz intensa, mas não polarizada terá  I > 0  mas P = U = V = 0, mostrando que nenhum tipo de polarização é predominante.
O oposto seria uma luz perfeitamente polarizada, que além disso, tem uma amplitude fixa invariável, um seno puro. Esta é representada por uma variável aleatória com apenas um único valor possível, dizem  (E_1, E_2). Neste caso, pode-se substituir os valores absolutos, obtendo um mapa quadrático bem definido 
{\displaystyle {\begin{matrix}I\equiv |E_{x}|^{2}+|E_{y}|^{2}=|E_{a}|^{2}+|E_{b}|^{2}=|E_{l}|^{2}+|E_{r}|^{2}\\Q\equiv |E_{x}|^{2}-|E_{y}|^{2},\\U\equiv |E_{a}|^{2}-|E_{b}|^{2},\\V\equiv |E_{l}|^{2}-|E_{r}|^{2}.\end{matrix}}}
a partir dos vetores de Jones e seus correspondentes vetores de Stokes, formas mais convenientes são dadas abaixo. O mapa toma a forma na imagem de cone, definida por  |I |2 = |Q |2 + |U |2 + |V |2, onde  o estado puro satisfaz p=1.
A próxima figura  mostra como os parâmetros de Stokes são determinados por helicidade e orientação do semi-eixo maior da polarização elíptica.

### Representação das bases fixa
Nas bases fixas ({\displaystyle {\hat {x}},{\hat {y}}}), os parâmetros de Stokes são usados quando se tem uma convenção de fase crescente
{\displaystyle {\begin{matrix}I&=&|E_{x}|^{2}+|E_{y}|^{2},\\Q&=&|E_{x}|^{2}-|E_{y}|^{2},\\U&=&2{\mbox{Re}}(E_{x}E_{y}^{*}),\\V&=&-2{\mbox{Im}}(E_{x}E_{y}^{*}),\\\end{matrix}}}
enquanto para  {\displaystyle ({\hat {a}},{\hat {b}})}, são
{\displaystyle {\begin{matrix}I&=&|E_{a}|^{2}+|E_{b}|^{2},\\Q&=&-2{\mbox{Re}}(E_{a}^{*}E_{b}),\\U&=&|E_{a}|^{2}-|E_{b}|^{2},\\V&=&2{\mbox{Im}}(E_{a}^{*}E_{b}).\\\end{matrix}}}
e para  {\displaystyle ({\hat {l}},{\hat {r}})}, são
{\displaystyle {\begin{matrix}I&=&|E_{l}|^{2}+|E_{r}|^{2},\\Q&=&2{\mbox{Re}}(E_{l}^{*}E_{r}),\\U&=&-2{\mbox{Im}}(E_{l}^{*}E_{r}),\\V&=&|E_{r}|^{2}-|E_{l}|^{2}.\\\end{matrix}}}

## Propriedades
Para uma radiação puramente monocromática e coerente, seguem as equações 
{\displaystyle {\begin{matrix}Q^{2}+U^{2}+V^{2}=I^{2},\end{matrix}}}
enquanto que para o conjunto (não coerente) de feixe de radiação, os parâmetros de Stokes são definidos como quantidades médias,a equação anterior torna-se uma desigualdade:
{\displaystyle {\begin{matrix}Q^{2}+U^{2}+V^{2}\leq I^{2}.\end{matrix}}}
No entanto, podemos definir a intensidade de  polarização total  {\displaystyle I_{p}}, de modo a 
{\displaystyle {\begin{matrix}Q^{2}+U^{2}+V^{2}=I_{p}^{2},\end{matrix}}}
onde  {\displaystyle I_{p}/I} é a fração da polarização total.
Vamos definir a intensidade complexa para a polarização linear como 
{\displaystyle {\begin{matrix}L&\equiv &|L|e^{i2\theta }\\&\equiv &Q+iU.\\\end{matrix}}}
Sob a rotação  {\displaystyle \theta \rightarrow \theta +\theta '} da polarização elíptica, pode ser mostrada que {\displaystyle I} e {\displaystyle V} são invariantes, mas
{\displaystyle {\begin{matrix}L&\rightarrow &e^{i2\theta '}L,\\Q&\rightarrow &{\mbox{Re}}\left(e^{i2\theta '}L\right),\\U&\rightarrow &{\mbox{Im}}\left(e^{i2\theta '}L\right).\\\end{matrix}}}
Com estas propriedades, os parâmetros de Stokes podem ser considerado por três intensidades generalizadas constituintes:
{\displaystyle {\begin{matrix}I&\geq &0,\\V&\in &\mathbb {R} ,\\L&\in &\mathbb {C} ,\\\end{matrix}}}
onde {\displaystyle I}  é a intensidade total, {\displaystyle |V|}  é a intensidade da polarização circular, e {\displaystyle |L|} é a intensidade da polarização linear. A intensidade total de polarização é  {\displaystyle I_{p}={\sqrt {|L|^{2}+|V|^{2}}}}, e orientação e sentido de rotação são dados por: 
{\displaystyle {\begin{matrix}\theta &=&{\frac {1}{2}}\arg(L),\\h&=&\operatorname {sgn}(V).\\\end{matrix}}}
desde {\displaystyle Q={\mbox{Re}}(L)} e {\displaystyle U={\mbox{Im}}(L)}, temos
{\displaystyle {\begin{matrix}|L|&=&{\sqrt {Q^{2}+U^{2}}},\\\theta &=&{\frac {1}{2}}\tan ^{-1}(U/Q).\\\end{matrix}}}

## Relação com a polarização elíptica
Em termos dos parâmetros da polarização elíptica, os parâmetros de Stokes são
{\displaystyle {\begin{matrix}I_{p}&=&A^{2}+B^{2},\\Q&=&(A^{2}-B^{2})\cos(2\theta ),\\U&=&(A^{2}-B^{2})\sin(2\theta ),\\V&=&2ABh.\\\end{matrix}}}
Invertendo as equações anteriores, temos:
{\displaystyle {\begin{matrix}A&=&{\sqrt {{\frac {1}{2}}(I_{p}+|L|)}}\\B&=&{\sqrt {{\frac {1}{2}}(I_{p}-|L|)}}\\\theta &=&{\frac {1}{2}}\arg(L)\\h&=&\operatorname {sgn}(V).\\\end{matrix}}}

## Relação com os operadores Hermitianos e estados quânticos mistos
A partir de um ponto de vista  geométricos e algébricos, os parâmetros de Stokes tem correspondência direta com os operadores Hermitianoa no espaço de Hilbert C2. O parâmetro I serve como o traço do operador, enquanto que as entradas da matriz do operador linear  são simples funções dos quatro parâmetros I, Q, U, V, servindo como coeficientes em uma combinação linear dos operadores de Stokes. Os autovalores e autovetores do operador pode ser calculado a partir dos parâmetros I, p, ψ, χ da polarização elíptica.
Os parâmetros de Stokes com I igual a 1 (i.e. o traço 1 operadores) estão em correspondência direta com a unidade tri-dimensional de estados mistos ( ou densidade de operadores)do espaço quântico, C2, cujo limite é a esfera de Bloch . Os vetores de Jones são correspondentes subjacente, no espaço C2, isto é, o (não uniforme) estado puro de um mesmo sistema. Note que a informação de fase é perdida quando passa de um estado puro |φ⟩ para o correspondente estado misto  |φ⟩⟨φ|, assim como é perdido ao passar de um vetor de Jones para o correspondente vetor de Stokes.